# Heiterwandhütte
Die Heiterwandhütte ist eine Alpenvereinshütte der Sektion Oberer Neckar (Sitz in Rottweil) des Deutschen Alpenvereins in den Lechtaler Alpen, Tirol, Österreich. Sie ist eine Selbstversorgerhütte und ganzjährig mit Hilfe eines Alpenvereinsschlüssels zugänglich.

## Lage
Die Heiterwandhütte liegt auf einer Höhe von 2020 m ü. A. auf dem Grubeggjoch, südlich des Ostgipfels der Heiterwand. 

## Geschichte
Die Hütte wurde im Jahre 1911/12 erbaut und 1912 eröffnet. Erbauer war die Sektion Anhalt des DuOeAV mit Sitz in Dessau.
Nach dem Zweiten Weltkrieg übernahm die Sektion Oberer Neckar mit Sitz in Rottweil die Patenschaft über die Hütte, da der Deutsche Alpenverein und seine Sektionen in der DDR keine Zulassung erhielten.
Nachdem die alte Hütte 1971 von einer Staublawine zerstört worden war, wurde 1972 ein Neubau errichtet.

## Zugänge
- von Tarrenz, 4,5 Stunden
- von Nassereith, 3 Stunden

## Nachbarhütten und Übergänge
- zur Anhalter Hütte  über Reisenschuhtal und die Hintere Tarrenton-Alpe, 5 Stunden
- zur Loreahütte über Reisenschuhtal, Tegestal, Heimbachtal und Loreascharte, 5 Stunden

## Gipfel
- Alpleskopf, 2258 m, markierter Steig, 1 Stunde
- Heiterwand, Hauptgipfel, 2642 m, Schwierigkeitsgrad II, 2,5 Stunden
- Heiterwand, Ostgipfel, 2471 m, Schwierigkeitsgrad II, 1,5 Stunden
- weitere Klettertouren an der Heiterwand